# Montoro Superiore
Montoro Superiore fue un comune italiano de la provincia de Avellino, en la región de Campania. Con 8.963 habitantes, según el censo de 2013, se extendía por una área de 20,48 km², teniendo una densidad de población de 437,65 hab./km². Lindaba con los municipios de Calvanico (SA), Contrada, Fisciano (SA), Montoro Inferiore y Solofra.
El 3 de diciembre de 2013 se fusionó con el comune de Montoro Inferiore, como resultado del referéndum del 26 y 27 de mayo del mismo año (77,41% de votos favorables), dando vida al comune de Montoro.

## Demografía
| Gráfica de evolución demográfica de Montoro Superiore entre 1861 y 2001 |
|                                                                         |
| Fuente ISTAT - elaboración gráfica de Wikipedia                         |